# Jean-François Henry de Richeprey
 (juin 2023).
Si vous disposez d'ouvrages ou d'articles de référence ou si vous connaissez des sites web de qualité traitant du thème abordé ici, merci de compléter l'article en donnant les références utiles à sa vérifiabilité et en les liant à la section « Notes et références ».
Jean-François Henry de Richeprey, né le 30 mars 1751 à Nancy et décédé le 9 février 1787 à Cayenne, est un ingénieur géographe et commis des finances. Vers 1780, ses travaux pour l'Assemblée provinciale de Haute-Guyenne dans le Rouergue préfigurent le cadastre moderne.

## Biographie

### Géographe puis économiste
Henri de Richeprey s'occupe pendant quatre ans du plan terrier de la Corse (cadastre), puis est ensuite appelé par Turgot au Contrôle général des finances. Il y reste de 1775 à 1780, séjournant à Paris et fréquentant assidument les milieux de l'Encyclopédie et des économistes.

### Expérience d'affranchissement graduel en Guyane

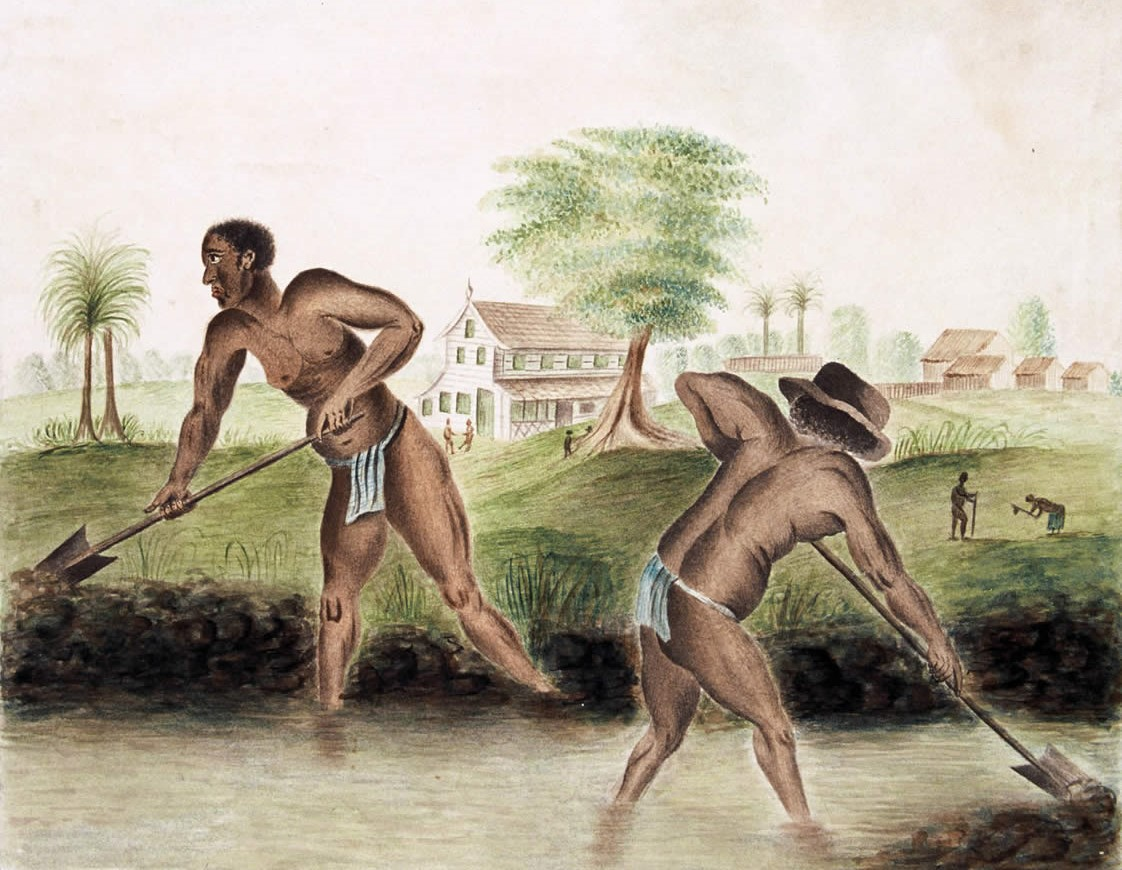
Esclaves creusant un canal en Guyane, fin XVIIIe siècle.

En 1785, La Fayette, fervent antiesclavagiste, espère prouver que si les Noirs sont payés pour leur labeur, scolarisés, et punis avec la même rigueur que les employés blancs, l'exploitation peut donner de meilleurs résultats en termes de productivité et de natalité que l'esclavage traditionnel. Pour cela, il fait acheter par Daniel Lescallier, plusieurs habitations agricoles coloniales en Guyane (La Belle Gabrielle, Maripa, Saint-Régis), sur lesquelles travaillent environ 70 esclaves noirs africains âgés de un à cinquante-neuf ans.
La direction du projet est confiée à Henri de Richeprey, dont le champ d'expérience comprend donc trois parties : des terres en culture à la Gabrielle, une propriété d'élevage à la Maripa et une exploitation forestière à Saint-Régis. Dès le mois de septembre 1786, et conformément aux instructions de La Fayette, Richeprey considère tous les esclaves du domaine comme affranchis. Tandis que sa femme s'occupe des malades et des enfants, lui-même instruit les Noirs, expérimente des procédés de travail moins pénibles, préconise de nouvelles cultures et améliore la nourriture. En janvier 1787, dans un courrier à Lescallier, il se satisfait des premiers résultats encourageants : « Ils me surprennent souvent pas les preuves qu'ils me donnent de leur reconnaissance et par le zèle et l'intelligence avec laquelle ils travaillent ». Malheureusement, Richeprey meurt de la fièvre jaune un mois plus tard. Et comme il l'avait redouté, personne sur place ne poursuit l'expérience. Alors que La Rochefoucauld et Malesherbes souhaitaient suivre l'exemple de La Fayette en achetant eux aussi des plantations pour y affranchir les esclaves, des changements au ministère entrainent l'abandon de tous ces projets.

## Principaux ouvrages
- Rapport lu à l'assemblée de l'administration provinciale de Haute-Guienne, par M. Henry de Richeprey, 1784.
- Journal des voyages en Haute-Guienne de Jean-François Henry de Richeprey, publié par les Archives historiques du Rouergue.
- Description des diverses qualités de sols de la Haute-Guienne, Jean-François Henry de Richeprey.